# پرندگان خشمگین تبدیل‌شوندگان
«پرندگان خشمگین تبدیل شوندگان» (به انگلیسی: Angry Birds Transformers) یک بازی ویدئویی در سبک Run and Gun است که توسط شرکت بازی‌سازی راویو اینترتیمنت و در سال ۲۰۱۴ برای پلتفرم‌های آی‌اواس، اندروید و ویندوز فون ۸ منتشر شده‌ است.
این نسخه که در واقع اقتباسی از سری فیلم های تبدیل شوندگان میباشد، رابطه‌ مطلوبی میان اصل و ریشه سری و منبع اقتباس خود برقرار کرده است.